# João de Grey, 1.º Barão Grey de Rotherfield
João de Grey, 1.º Barão Grey de Rotherfield (29 de outubro de 1300 - setembro de 1359) foi um nobre inglês e comandante militar. Em 1348 ele foi um dos cavaleiros fundadores, o décimo quarto Cavaleiro da Ordem da Jarreteira.
Distinguiu-se bem nas guerras francesas e escocesas. Ele foi convocado para o Parlamento muitas vezes entre 1338 e 1357, e é assim considerado como tendo se tornado Lord Grey de Rotherfield.